# Eastopiella evansi
Eastopiella evansi är en insektsart. Eastopiella evansi ingår i släktet Eastopiella och familjen långrörsbladlöss. Inga underarter finns listade i Catalogue of Life.